# Йоганн Вольфганг фон Гете
Йо́ганн Во́льфганг фон Гете, або Йо́ганн Во́льфґанґ фон Ґете (нім. Johann Wolfgang von Goethe, МФА: [ˈjoːhan ˈvɔlfɡaŋ(k) fɔn ˈɡøːtə] ( прослухати); 28 серпня 1749, Франкфурт-на-Майні — 22 березня 1832, Веймар) — німецький поет, драматург, прозаїк, науковець, державний діяч, театральний режисер і критик. Серед його творів — епічні та ліричні вірші, проза та віршові драми, мемуари, автобіографія, літературна та естетична критика, трактати з ботаніки, анатомії та кольору, чотири романи. Крім того, відомі численні літературні та наукові фрагменти, понад 10 000 листів і близько 3 000 малюнків. Гете вважають найбільшим німецьким літературним діячем сучасності, засновником сучасної німецької літератури, лідером і одним із перших учасників романтичного руху «Буря і натиск». У галузі ботаніки вважається засновником порівняльної морфології рослин. Перша його велика наукова робота про метаморфози рослин була опублікована в 1788 році після повернення Гете з турне Італією.
Протягом перших десяти років у Веймарі Гете був членом таємної ради герцога, засідав у військових і дорожніх комісіях, наглядав за повторним відкриттям срібних копалень у сусідньому місті Ільменау і здійснив ряд адміністративних реформ у Єнському університеті. Він також узяв участь у плануванні ботанічного парку Веймара й відновленні Палацу дожів, що в 1998 році потрапив у список Всесвітньої спадщини ЮНЕСКО.

У 1791 році був призначений директором театру у Веймарі, а в 1794 році познайомився з відомим драматургом, істориком і філософом Фрідріхом Шиллером. У цей період Гете опублікував свій другий роман «Wilhelm Meisters Lehrjahre», а в 1808 році — першу частину найзнаменитішої  драми «Фауст». Його бесіди та велика кількість спільних починань із Шиллером, Фіхте, Гердером, Александром фон Гумбольдтом, Вільгельмом фон Гумбольдтом і Фрідріхом Шлегелем протягом 1790-х років мали спільну назву — «веймарський класицизм».
Цей велетень був міністром у карликовій німецькій державі. Він ніколи не міг рухатися вільно. Про сидячого на троні Юпітера Фідія в Олімпії казали, що, якби він колись раптом встав, він проломив би головою дах храму. Таким самим було становище Гете у Веймарі: якби він колись раптом повстав зі свого нерухомого спокою і випростався, то пробив би державний дах або, що ще ймовірніше, розбив би собі ним голову. (Генріх Гейне)
Він був яскравим прикладом того, як античні ідеали збагачували сучасну культуру. (Ентоні Графтон)

## Життєпис

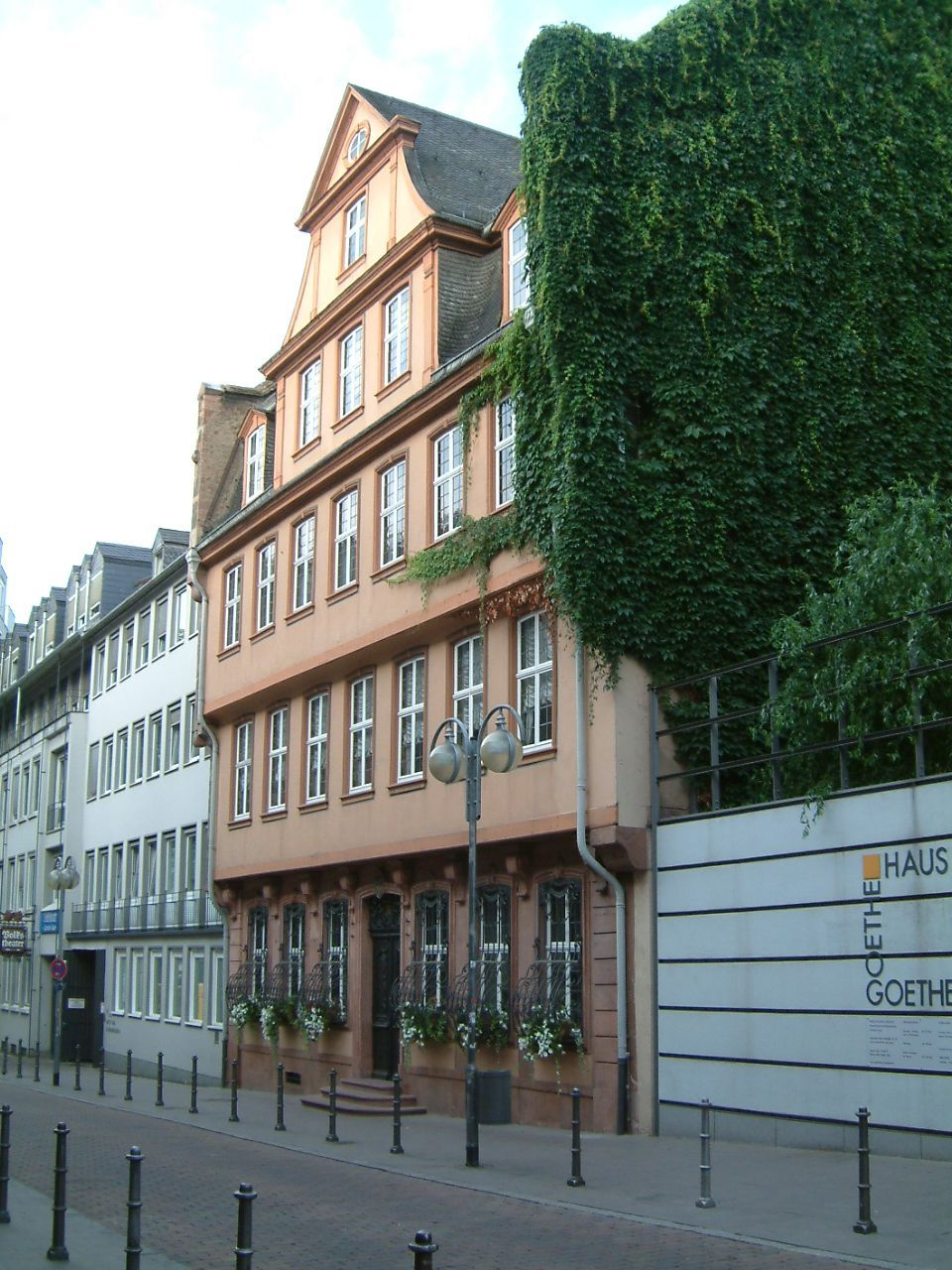
Будинок у Франкфурті-на-Майні, у якому народився Гете

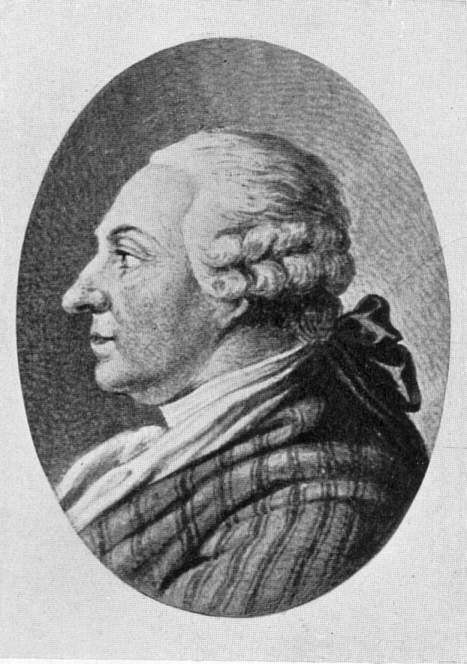
Йоганн Каспар Гете, мініатюра Георга Фрідріха Шмолля, 1775

Йоганн Вольфганг фон Гете народився в старому німецькому торговельному місті Франкфурті-на-Майні в сім'ї заможного бюргера Йоганна Каспара Гете (1710–1782), імперського радника, колишнього адвоката. Мати — Катерина Елізабет Гете (уроджена Текстор; 1731–1808). Батько Гете був педантичною, вимогливою, неемоційною, але чесною людиною. Від нього сину передалася тяга до знань. Мати прищепила синові любов до творення оповідей, була для нього прикладом сердечної теплоти та мудрості. Одним із прямих предків Гете по матері (у десятому поколінні) був видатний німецький художник XVI століття Лукас Кранах Старший (1472–1553), про що сам поет не знав.
Гарно обставлений будинок мав велику бібліотеку, завдяки якій письменник рано познайомився з «Іліадою» Гомера, з «Метаморфозами» Овідія, прочитав в оригіналі твори Вергілія. Його батько був із тих, хто, не задовольнивши свої амбіції, намагався дати дітям більше можливостей і повноцінну освіту.
У 1765 році Йоганн вступив до Лейпцизького університету, свою вищу освіту завершив у Страсбурзькому університеті в 1770 році, де захистив дисертацію на звання доктора права.
У Франкфурті Гете серйозно захворів. За півтора року, проведеного в ліжку через декілька рецидивів, його відносини з батьком значно погіршилися.
Зустріч з Гердером, який ознайомив Гете зі своїми поглядами на поезію й культуру, була переломним моментом у творчості Гете. Він знайомиться з молодими письменниками (Ленцом, Вагнером), у ньому прокидається зацікавлення народною поезією, уплив якої відчувається у вірші «Heidenröslein» («Степова рожечка») та ін., а також зацікавлення Оссіаном, Гомером, Шекспіром. Він у захваті від пам'яток готики — «Von deutscher Baukunst D. M. Erwini a Steinbach» (про німецьке мистецтво будування Ервіна фон Штайнбаха, 1771). Наступні роки минають в інтенсивній літературній праці.
У 1775 році Гете був запрошений до Карла Августа, великого герцога Саксен-Веймар-Айзенаське. Він став першим міністром герцога, отримав титул таємного радника. Дослідник творчості Гете М. М. Вільмонт так пояснив мотиви цього вчинку: «Від'їжджаючи до Веймара, Гете плекав надію домогтися радикального поліпшення суспільних відносин хоча б на невеликому клаптику німецької землі, у володіннях Карла-Августа, для того щоб цей клаптик землі послугував зразком для всієї країни й проведені там реформи стали прологом загальнонаціональної перебудови німецького життя». Переконавшися, що це було утопією, Гете поступово обмежує свою державну службу, залишаючи за собою лише театр і навчальні заклади. Таким чином Гете оселився у Веймарі, де й провів решту свого життя.
1806 року Йоганн одружився з Крістіаною Вульпіус. До того часу вони вже мали кількох дітей.
6 березня 1832 року Гете застудився під час заміської прогулянки в екіпажі, а 22 березня помер у Веймарі. 26 березня труну з тілом Гете помістили в герцогську усипальницю поруч з прахом Шиллера.

### Буря і натиск
У перших віршах і драмах Гете відчувався деякий вплив наслідувальної салонної літератури. У 1770–1775 рр. він захоплювався демократичною естетикою Йоганна Готфріда Гердера, був тісно пов'язаний з рухом «Буря і натиск», боровся за національну самобутність німецької літератури.
Лірика Гете цього періоду життєрадісна, близька до народної поезії, сповнена пантеїстичних настроїв («Побачення і розлука», «Дика троянда», «Травнева пісня», «Вечірня пісня художника» та ін.). В уривку «Прометей» (1773) виражений протест проти тиранії та релігійних догм, особливо вагомий в умовах «ганебної політичної і соціальної епохи», яку переживала тоді відстала, феодально роздроблена Німеччина. В основу новаторської історичної драми «Гец фон Берліхінген» (1773) покладено ідею об'єднання країни; тут уперше в німецькій драматургії XVIII ст. поряд з героєм-бунтарем виступає народ.
Світову славу Гете приніс роман «Страждання молодого Вертера» (1774 рік), у якому відбилася глибока соціальна трагедія цілого покоління німецької молоді. Роман, здебільшого автобіографічний, має величезний успіх. Фігура головного героя народжує цілу хвилю наслідування, аж до здійснення самогубств. У соціальній психології навіть з'явилося таке поняття, як «ефект Вертера» (або «синдром Вертера») — масивна хвиля наслідуваних самогубств, які відбуваються після самогубства, широко висвітленого по телебаченню або інших ЗМІ. На схилі років Гете розповів у «Поезії і правді» про те, що він написав «Страждання юного Вертера», щоб звільнитися від думки про самогубство, яка переслідувала його.

### Веймарський період

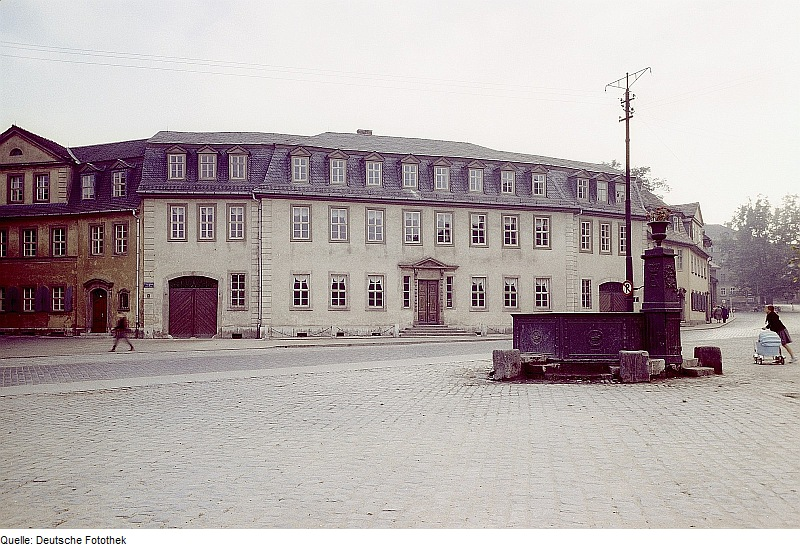
Будинок-музей Гете у Веймарі

З 1775 року Гете назавжди оселився у Веймарі, став міністром в уряді герцога Карла-Августа. У Веймарі Гете брав активну участь у політичному житті герцогства, управляв військовою колегією, керував дорожнім будівництвом.
Розчарувавшись в індивідуалістичному бунтарстві «Бурі й натиску», Гете мріяв про мирні суспільні реформи. У Веймарський період особливо поглиблюються суперечності його світогляду. 

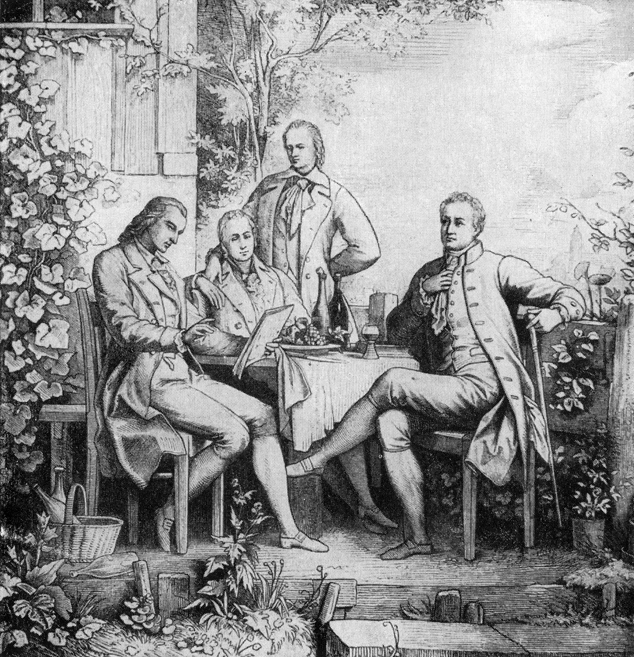
«Веймарські класики»: Шиллер, Вільгельм і Александер фон Гумбольдти та Гете

Прояви консервативних поглядів Гете найбільш помітні у творах, спрямованих проти Французької революції («Громадянин-генерал», 1793 р.; «Герман і Доротея», 1797 р. та ін.). Усвідомлюючи закономірність виступу третього стану, який штурмом захопив Бастилію, Гете засуджував вождів повсталого Парижа та Якобінський терор.
У найкращих творах він вірний демократично-народницьким ідеалам. Народні мелодії, щирі й гуманні почуття надалі звучать у його поезії 80-х років («Вільшаний король (балада)», «Міньйона» і т. д.). Під час подорожі до Італії Гете завершує «Іфігенію в Тавриді» (1787) і героїчну трагедію «Егмонт» (1788), пройняту пафосом боротьби народу проти національного гноблення. Тоді ж формується класицизм Гете. Захоплення античністю зближує його в 90-х роках із Йоганном-Фрідріхом Шиллером. Проте, зважаючи на «Римські елегії» (1790), «Корінфську наречену» (1797) та інші твори, на відміну від Шиллера, Гете приваблювали насамперед життєствердні, чужі аскетизмові характери античної культури.
У 1795–1796 роках Гете написав роман «Роки навчання Вільгельма Мейстера», другу частину якого «Роки мандрувань Вільгельма Мейстера» завершив у 1821–1829 роках. В останній період свого життя Гете працював над автобіографічною книгою «З мого життя. Поезія і правда» (1811–1831), створив ліричний цикл «Західно-східний диван» (1814), а також низку розвідок з питань світової, зокрема слов'янської, літератури й фольклору. 

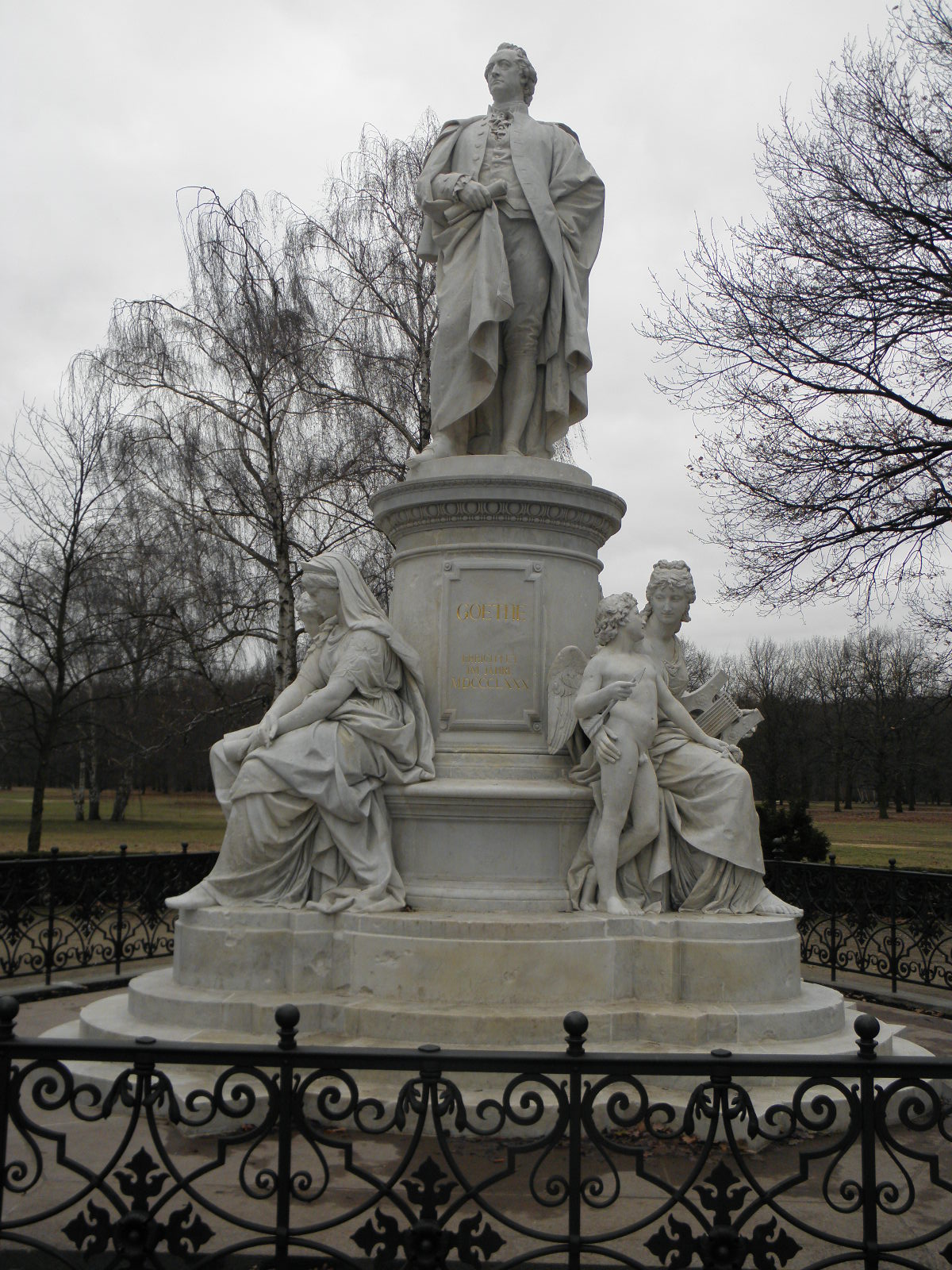
Пам'ятник Йоганнові Вольфгангу фон Гете в Берліні

## Фауст
Найбільше художнє досягнення Гете — грандіозна драматична поема «Фауст», над якою він працював майже все життя (з 1773 до 1831 року). Узятий з народної легенди образ ученого-чарівника Фауста в драмі Гете зазнає складної еволюції, утілюючи суперечливий розвиток світогляду самого поета й боротьбу ідей, властиву бурхливій епосі кінця XVIII — початку XIX століття. Служіння науки народові, глибока віра у творчі сили людини, у краще майбутнє — ідейний висновок поеми.
Твори Гете сповнені глибокого філософського змісту. Теоретичне осмислення ним дійсності є діалектичним. Природу, суспільне життя, духовний світ людей він розглядав у безперервному розвитку, як постійну зміну форм, боротьбу протилежних начал — життя і смерті, минулого і майбутнього, нового і старого. Його світорозуміння було значно глибшим, ніж діалектичний ідеалізм Гегеля, бо, на відміну від Гегеля, Гете відстоював, хоч і не послідовно, з ваганнями, позиції матеріалізму, особливо в теорії пізнання й естетиці.
«Фауст» — це твір, над яким автор працював майже все своє життя. Основою сюжету у творі є суперечка Господа й Мефістофеля, між якими виникає питання, чи зможе Мефістофель звести Фауста на злу дорогу життя, у якого, на думку Господа, добра душа. «Зведи його на стежку зла. Знай, сам ти осоромишся натомість: в душі, що прагне потемки добра». Мефістофель спокушає Фауста, обіцяючи йому розкрити всі таємниці, дозволити пізнати найвищу насолоду життя. Якщо Фауст хоча б одну мить визначить прекрасною, Мефістофель забере його душу. «Я буду змушений гукнути: „Спинися, мить! Прекрасна ти!“». Найвищу насолоду, найвище щастя людині дає кохання, тому саме в такий спосіб Мефістофель спробував розбудити хтиву пристрасть Фауста, що примусить забути його високий обов'язок людини. Повернувши за допомогою Мефістофеля молодість, Фауст закохується в молоду, привабливу дівчину на ім'я Маргарита. Для Фауста Маргарита стає втіленням краси й повноти життя. Підкоривши Маргариту та домігшися її любові, Фауст відчуває до неї щире й глибоке почуття. Але навіть кохання не може стати єдиним сенсом його життя, і він, перебуваючи поряд із нею, так і не сказав: «Спинися, мить! Прекрасна ти!» А от Маргарита ладна на все заради Фауста: задля кохання вона забула навіть про матір та брата. А Фауст — навпаки, учинивши злочин (убивство брата Маргарити), тікає, залишивши кохану в найважчий для неї час. Із розпачу Маргарита вбиває свою  дитину, через що потрапляє до в'язниці. Дізнавшись про Маргариту, Фауст вирішує врятувати кохану, але Маргарита визнала свою провину й готова понести кару. Навіть після смерті почуття до Фауста не згасають, тож, коли він помирає, саме вона проводить його на небеса.

## Гете як натураліст

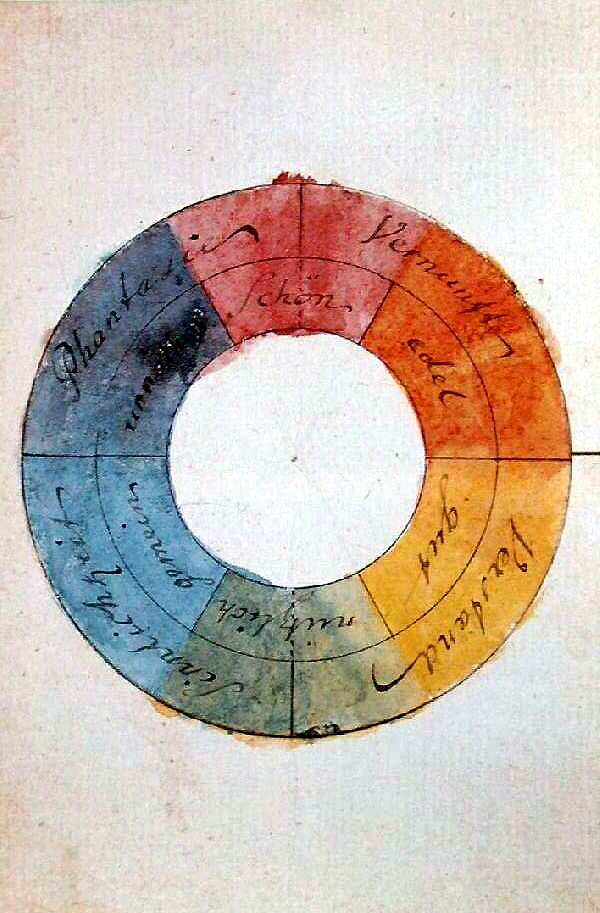
Кольорове коло, символізує людський розум і життя душі. Малюнок Гете, 1809

Для численних праць Гете з природознавства характерне діалектичне уявлення про єдність рослинного й тваринного світу, визнання поступального розвитку живої природи. Гете вперше описав міжщелепну кістку людини, установив подібність у будові черепа людини й тварини, створив т. зв. хребетну теорію походження черепа, експериментально довів уплив середовища на будову й забарвлення квітів, запровадив науковий термін «морфологія» — учення про форму («Про метаморфози рослин», 1790; «Вступ до порівняльної анатомії», 1795).
Перу Гете належить книга «Вчення про колір» (1810), присвячена різноманітним оптичним явищам, як-от заломлення, хроматична аберація тощо. Гете сперечався з ньютонівським ученням про колір. Історична частина його праці має значення й у наш час, тому що в ній на тлі вчення про колір, яке Гете ставив в основу розуміння природи, Гете дав яскравий, самостійно пророблений, для свого часу багато в чому новий нарис історії розвитку наукового уявлення про природу.
Гете був членом Геттінгенської академії наук.

## Нащадки Гете
У Йоганна Вольфганга Гете та його дружини Крістіани народилося п'ятеро дітей. Діти, що народилися після старшого сина Августа, не вижили: одна дитина народилася мертвою, решта померли протягом кількох днів або тижнів. В Августа народилося троє дітей: Вальтер Вольфганг, Вольфганг Максиміліан та Альма. Август помер за два роки до смерті свого батька в Римі. Його дружина Оттілія Гете народила після смерті чоловіка від іншого чоловіка доньку Анну Сибіллу, яка померла через рік. Діти Августа й Оттілії не вступали в шлюб, тому рід Гете по прямій лінії обірвався в 1885 році.
```

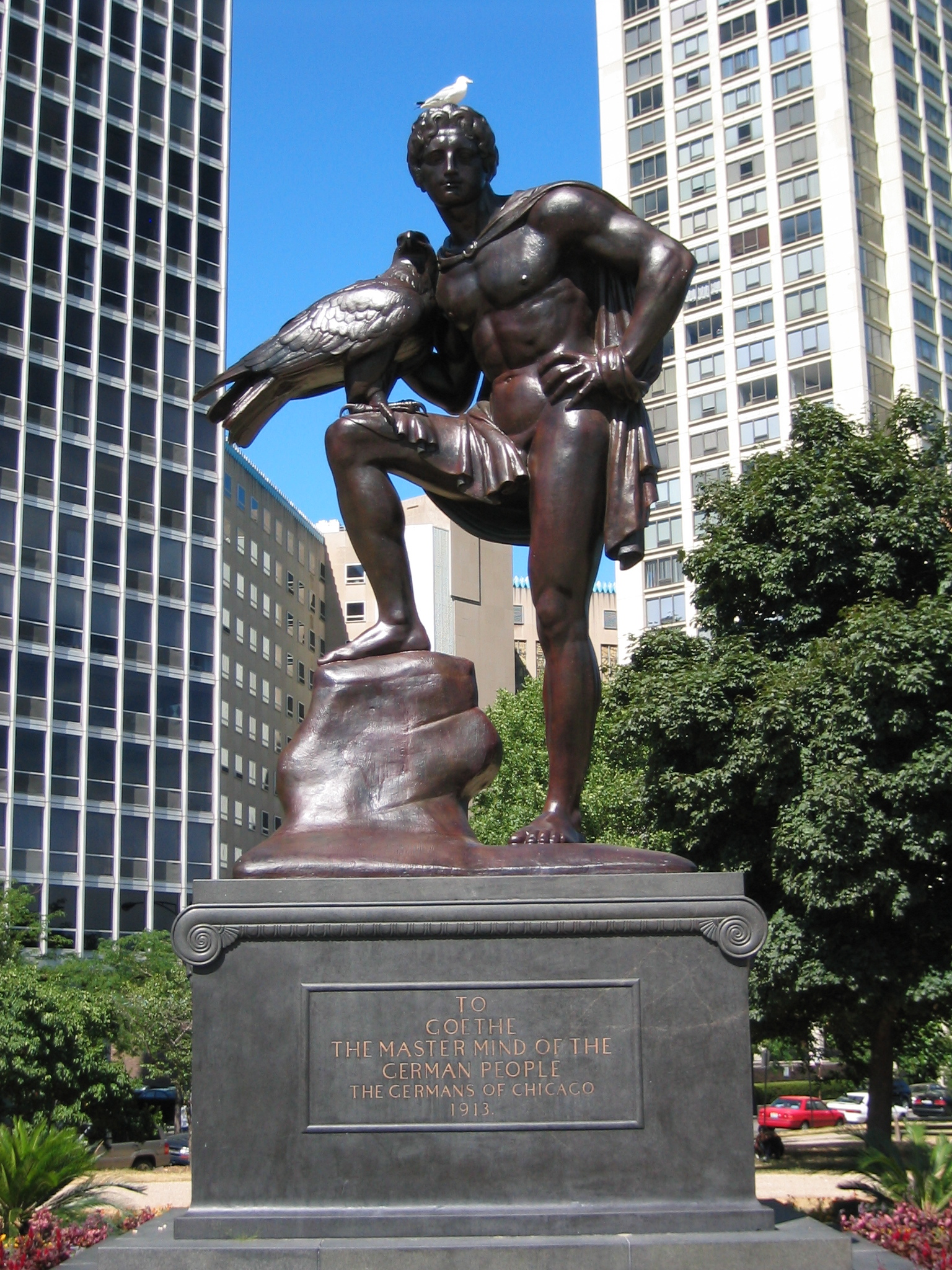
Пам'ятник Гете в Чикаго.

Фрідріх Георг (нар. 1657) (ще 8 братів і сестер)
                       |
                    
Йоганн Каспар Гете

              + 
Катарина Елізабет Текстор

            ______________|_______________________
           |                    |                 |
   
Йоганн Вольфганг
          
Корнелія
[
15
]
    діти, що не вижили
   + 
Крістіана Вульпіус
         |
           |____________________________________________ 
           |                                            |
        
Август
                  чотири дитини, що не вижили 
   + 
Оттілія фон Погвіш

           |_______________________________
           |                |              |
        
Вальтер
         
Вольфганг
         
Альма
```

## Гете і масонство
23 червня 1780 року Гете був посвячений до веймарської масонської ложі «Амалія». На думку деяких дослідників, причиною цього послужило його знайомство з філософом і публіцистом Йоганном Гердером. Сама масонська розписка Гете датована 11 лютого 1783 року. Морамарко писав про нього у своїй знаменитій книзі «Масонство в його минулому в сьогоденні»:
| Відомий його лист, написаний на наступний день до коханої, у якому він повідомляє їй про подарунок — пару білих рукавичок, отриманих під час обряду ініціації. Гете був гарячим прихильником масонства до останніх днів життя, пишучи для своєї ложі гімни й промови. Володіючи високими ступенями посвяти в системі суворого масонства, він тим не менше сприяв реформі Шредера, спрямованій на відновлення примату перших трьох універсальних ступенів ордена. В 1813 році біля труни покійного брата Віланда поет виголосив у масонську храмі знамениту промову «У пам'ять брата Віланда». |

## Творчість Гете

### Рання творчість
Першим значним твором Гете цієї нової пори був «Гец фон Берліхінген» (спочатку «Gottfried von Berlichingen mit der eisernen Hand»), (1773) — драма, котра справила на сучасників величезне враження. Вона висуває Гете в перші ряди німецької літератури, ставить його на чолі письменників періоду «Бурі і натиску». Своєрідність цього твору, написаного прозою в манері історичних хронік Шекспіра, не стільки в тому, що воно реабілітує національну старовину, драматизуючи історію лицаря XVI століття, а скільки в тому, що ця драма, виникаючи за межами літератури рококо, вступає також у суперечність із літературою Просвітництва, найбільш впливовим досі плином культури. Образ борця за соціальну справедливість — типовий образ літератури Просвітництва — отримує в Гете незвичайну інтерпретацію. Лицар Гец фон Берліхінген, засмучений станом справ у країні, очолює селянське повстання; коли ж останнє набуває гострих форм, відходить від нього. Встановлений правопорядок тріумфує: перед ним так само безсилий революційний рух мас, витлумачений в драмі як розв'язаний хаос, і особистість, яка намагається протиставити йому «свавілля». Гец знаходить свободу не у світі людей, а в смерті, в злитті «з матір'ю-природою». Значення має прикінцева сцена п'єси: Гец виходить із в'язниці в сад, бачить безмежне небо, його оточує жива природа: 
| Господи Всемогутній, як добре під Твоїм небом, яка хороша свобода! Дерева розпускають бруньки, весь світ сповнений сподівань. Прощавайте, дорогі! Коріння моє підрубане, сили мене залишають. |
Останні слова Геца:
| О, яке небесне повітря! Свобода, свобода! |

### Твори
- Клавіго (1774)
- Егмонт (1788)
- Досвід про метаморфозу рослин (1790)
- Рейнеке-лис [de] (1792)
- Герман і Доротея (1794)
- Фауст (1774–1832)
- До теорії кольору (нім. Zur Farbenlehre, 1810)
- Західно-східний диван (1819)
- Автобіографія

## Переклади Гете в Україні
Уже на початку XIX ст. Гете був широко відомий в Україні. 1827 року його було обрано почесним членом Ради Харківського університету.
Про переклади Гете українською можна довідатися з бібліографічної праці Володимира Дорошенка «Гете в українських перекладах, переспівах та наслідуваннях», яку було опубліковано в 1932 році до сторіччя від дня смерті Гете.
Перший переспів з Гете українською мовою належить Петру Гулаку-Артемовському — балада «Рибалка» (1827).
Баладу «Лісовий король» в українському перекладі було надруковано окремим виданням у Львові в 1838 році, автор перекладу — український мовознавець, греко-католицький священник Йосип Левицький. Таку ж назву дав своєму перекладу балади Гете Борис Грінченко — «Лісовий цар», а Пантелеймон Куліш назвав баладу «Вільшаний цар».
У дореволюційні часи з переспівами й перекладами Гете українською мовою виступали також Павло Білецький-Носенко, Юрій Федькович, Володимир Шашкевич, Костянтин Думитрашко, Пантелеймон Куліш, Степан Чарнецький, Никанор Грабовський та інші. Тарас Шевченко називав Гете «великим», знав і любив його твори, особливо «Фауста». Невтомним популяризатором Гете був Іван Франко, який переклав багато його поезій, усю першу частину й уривки з другої частини «Фауста» і написав розвідку про цей твір. Франкові переклади творів Гете дослідив Леонід Рудницький у фундаментальній праці «Іван Франко і німецька література», виданій 1974 року в Мюнхені.
Після революції 1917 року твори Гете перекладали Максим Рильський, Микола Терещенко, Дмитро Загул, Євген Дроб'язко, Василь Стус, Юрій Прохасько та ін. Перший повний переклад «Фауста» українською мовою зробив Микола Лукаш.
Прозові твори Гете «Страждання молодого Вертера» та «Літа науки Вільгельма Майстера» переклав Сидір Сакидон.
Гете підтримував дружні зв'язки з уродженцем Закарпаття Іваном Орлаєм.
Образ Гете в Карлсбаді вивів в короткому оповіданні «Письменник і генерал» В. Домонтович.

## Бібліографія

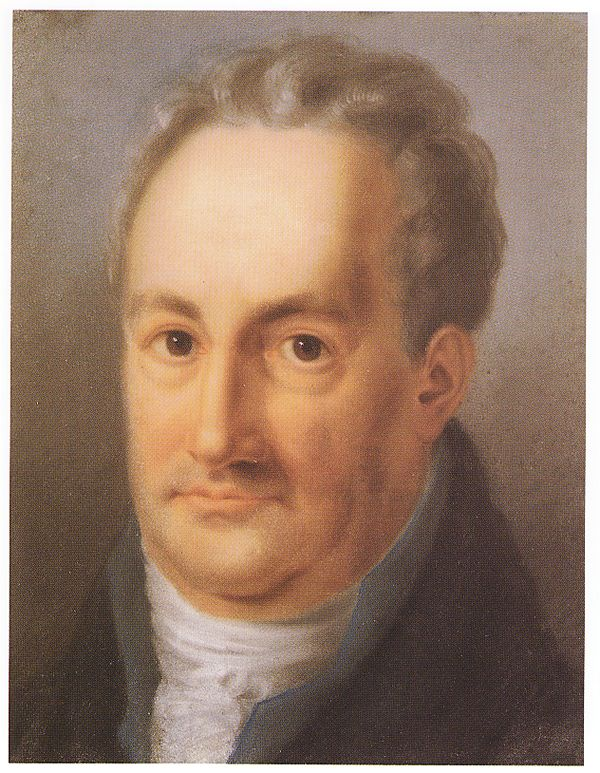
Гете, пастель Луїзи Сайтлер, 1811

### Основні художні твори
- Страждання юного Вертера (1774)
- Фауст (1774–1831)
- Іфігенія в Тавриді (1779–1786)
- Торквато Тассо (1780–1789)
- Вільшаний король(балада),1782
- Егмонт (1788)
- Римські елегії (1790)
- Літа науки Вільгельма Майстра (1795–1796)
- Поезія і правда (1811–1833)
- Західно-східний диван (1814–1819)
- Літа мандрів Вільгельма Майстра (1821–1829)

### Наукові праці
- Про метаморфозу рослин (1790)
- Вступ до порівняльної анатомії (1795)
- Вчення про колір (1810)

## Гете у світовому мистецтві
Твори Гете покладені на музику багатьма визначними композиторами світу: Бетховеном (увертюра «Егмонт»), Гуно (опера «Фауст»), Шубертом («Гретхен за прялкою» — перший шедевр Шуберта й перша велика німецька пісня), Шуманом (ораторія «Сцени з Фауста») та інші.

### Екранізація творів Гете
Твори Гете багаторазово екранізовані. Фільм російського кінорежисера Олександра Сокурова «Фауст», знятий німецькою мовою і з європейськими акторами, отримав найвищу нагороду на Венеційському кінофестивалі 2011 року — «Золотий лев».

## Нагороди
- Ордена Почесного легіону, офіцерський хрест (Франція; 1808)
- Орден Білого Сокола, великий хрест (Велике герцогство Саксен-Веймар-Айзенаське; 1816)
- Орден Громадянських заслуг Баварської корони, великий хрест (Баварське королівство; 1827)
- Орден Святої Анни 1-го ступеня (Російська імперія)
- Орден Леопольда (Австрія), командорський хрест

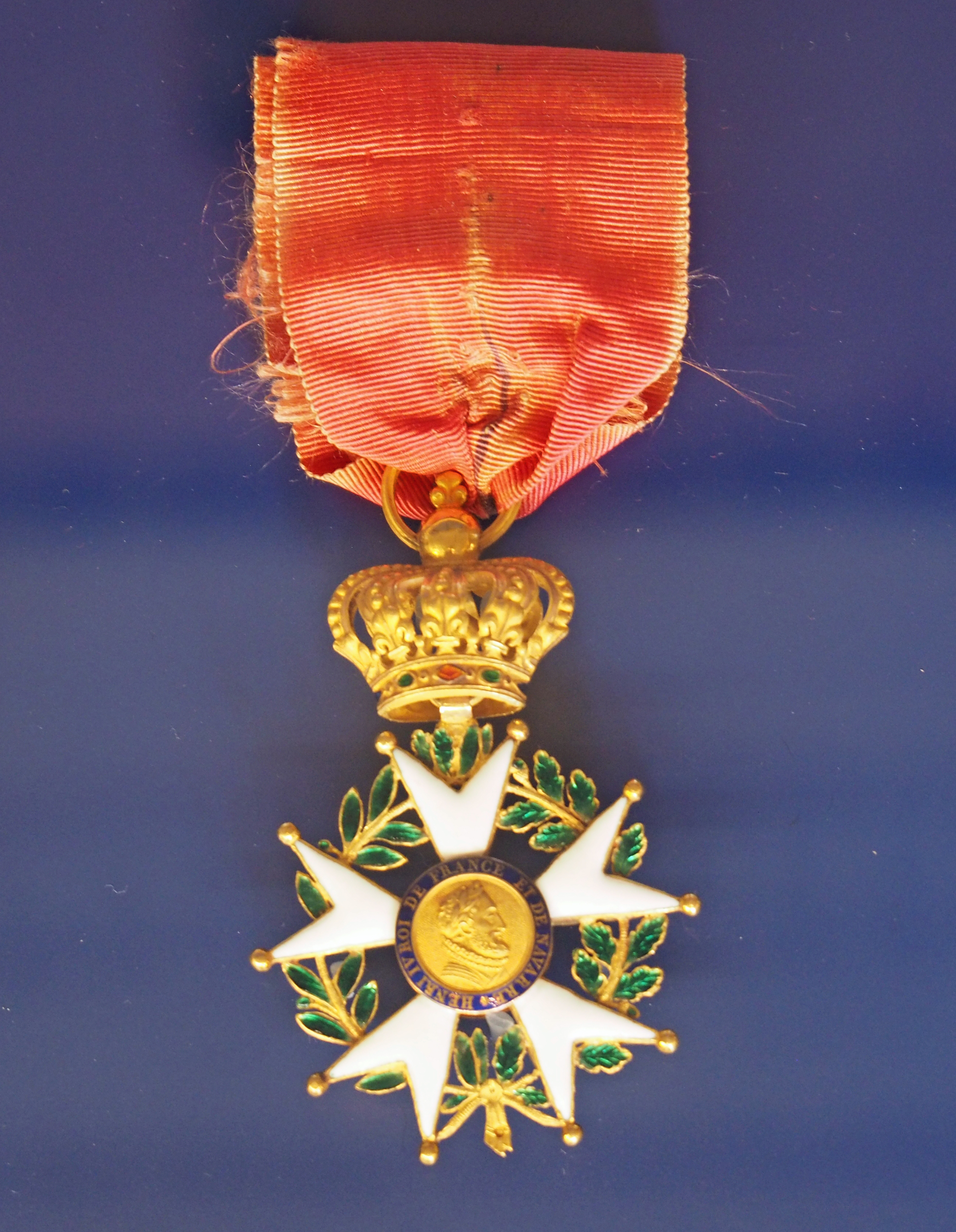
Офіцерський хрест ордена Почесного легіону
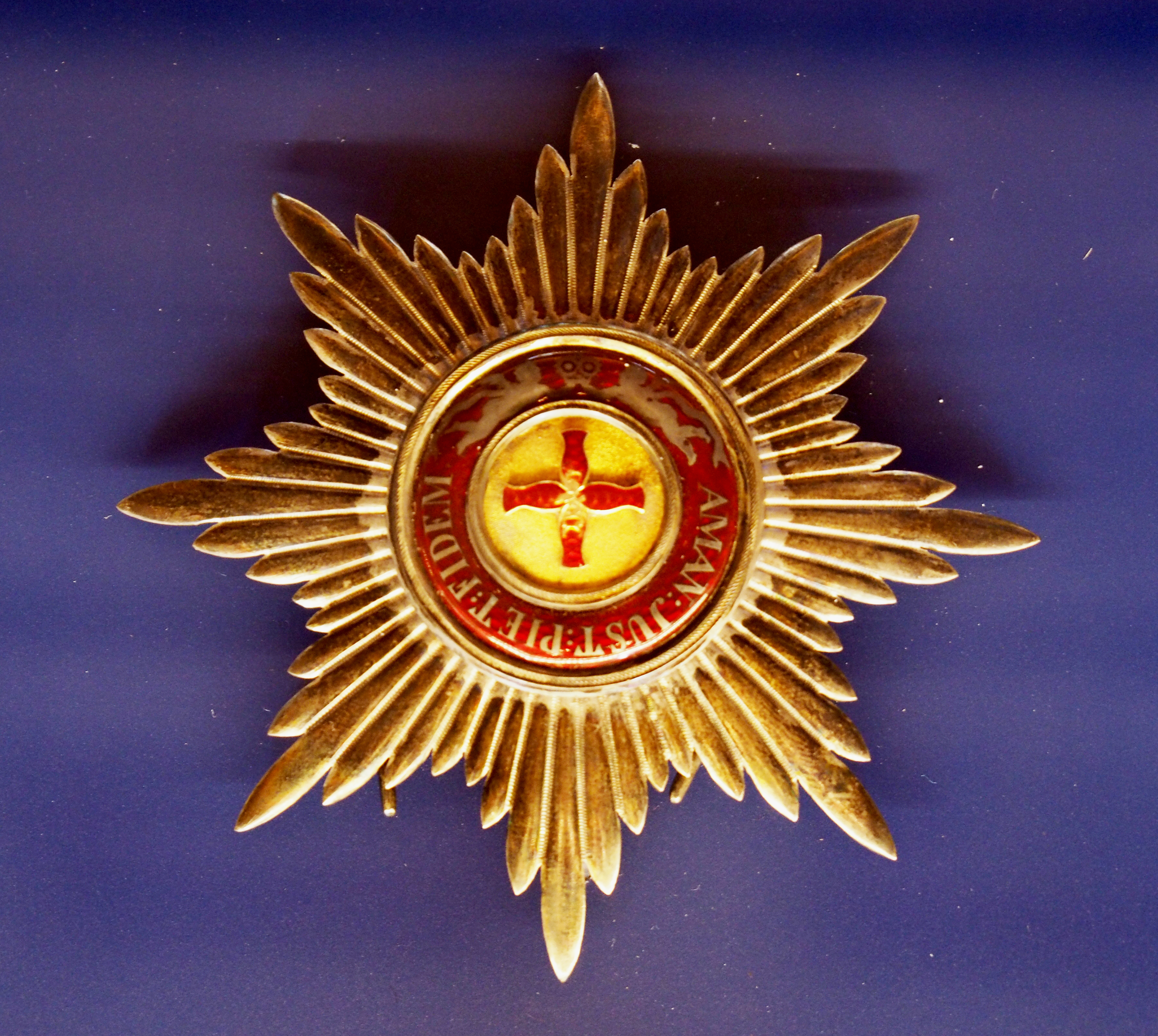
Орден Святой Анны 1-го ступеня
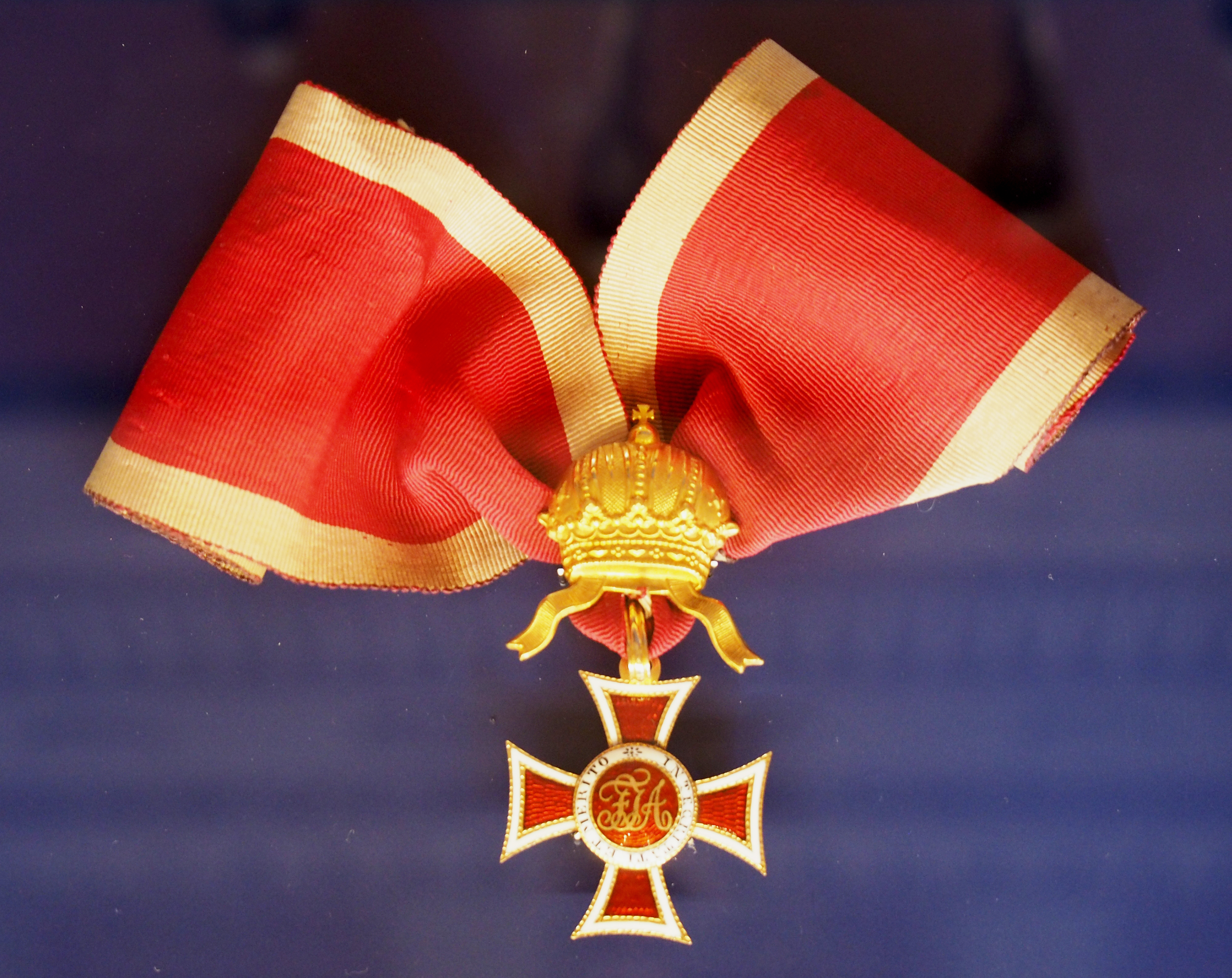
Командорський хрест ордена Леопольда
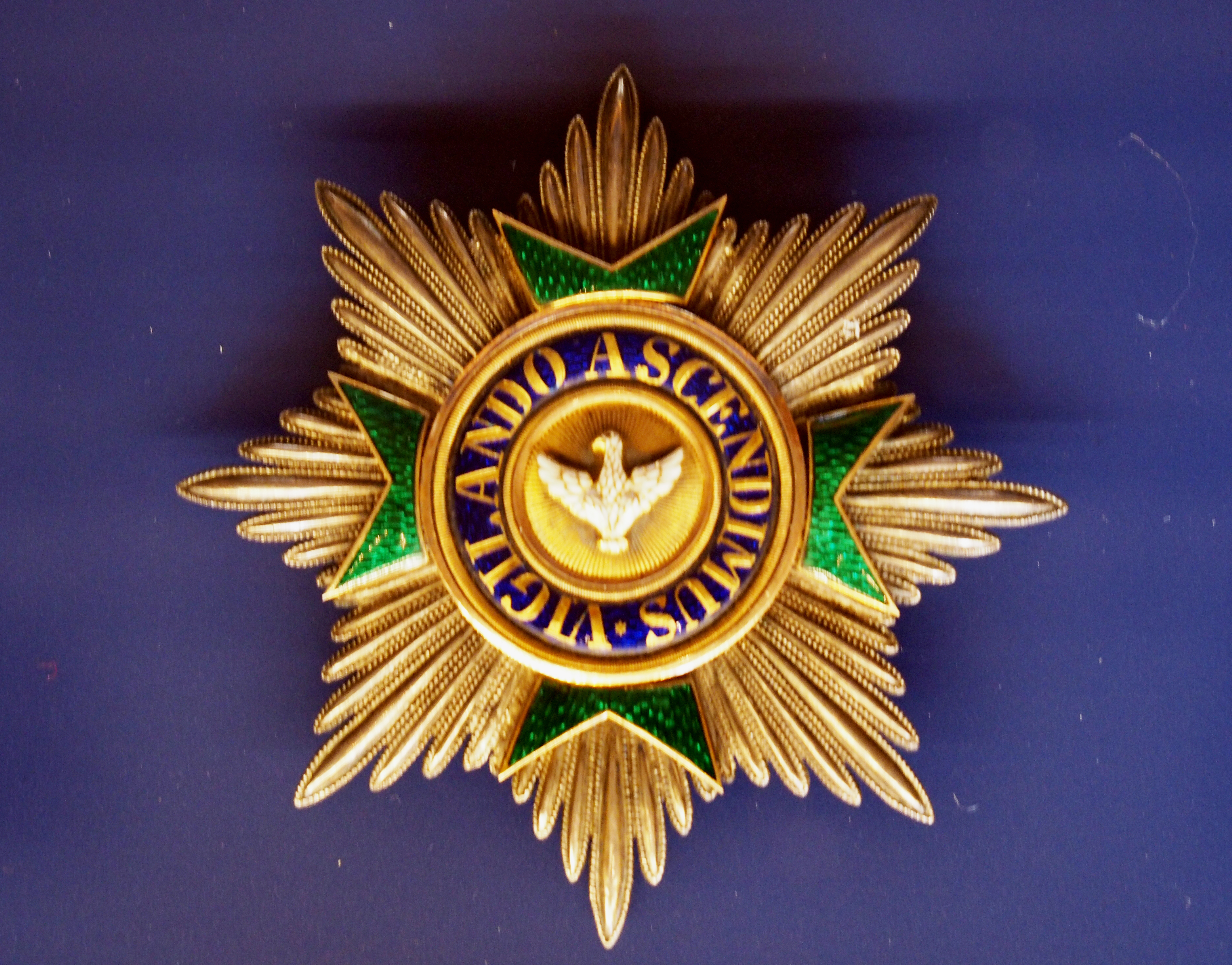
Зірка великого хреста ордена Білого Сокола
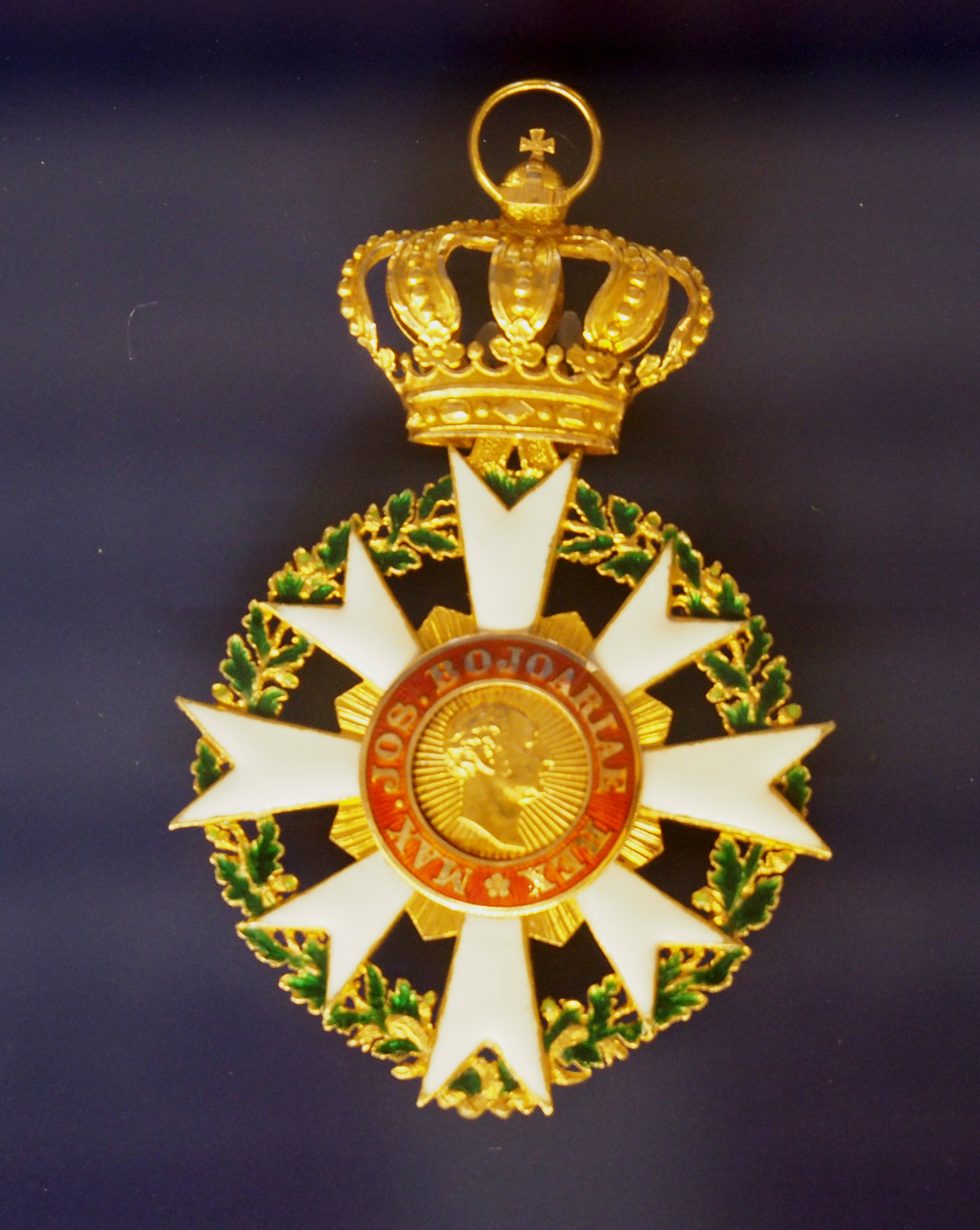
Великий хрест ордена Громадянських заслуг Баварської корони

## Вшанування пам'яті

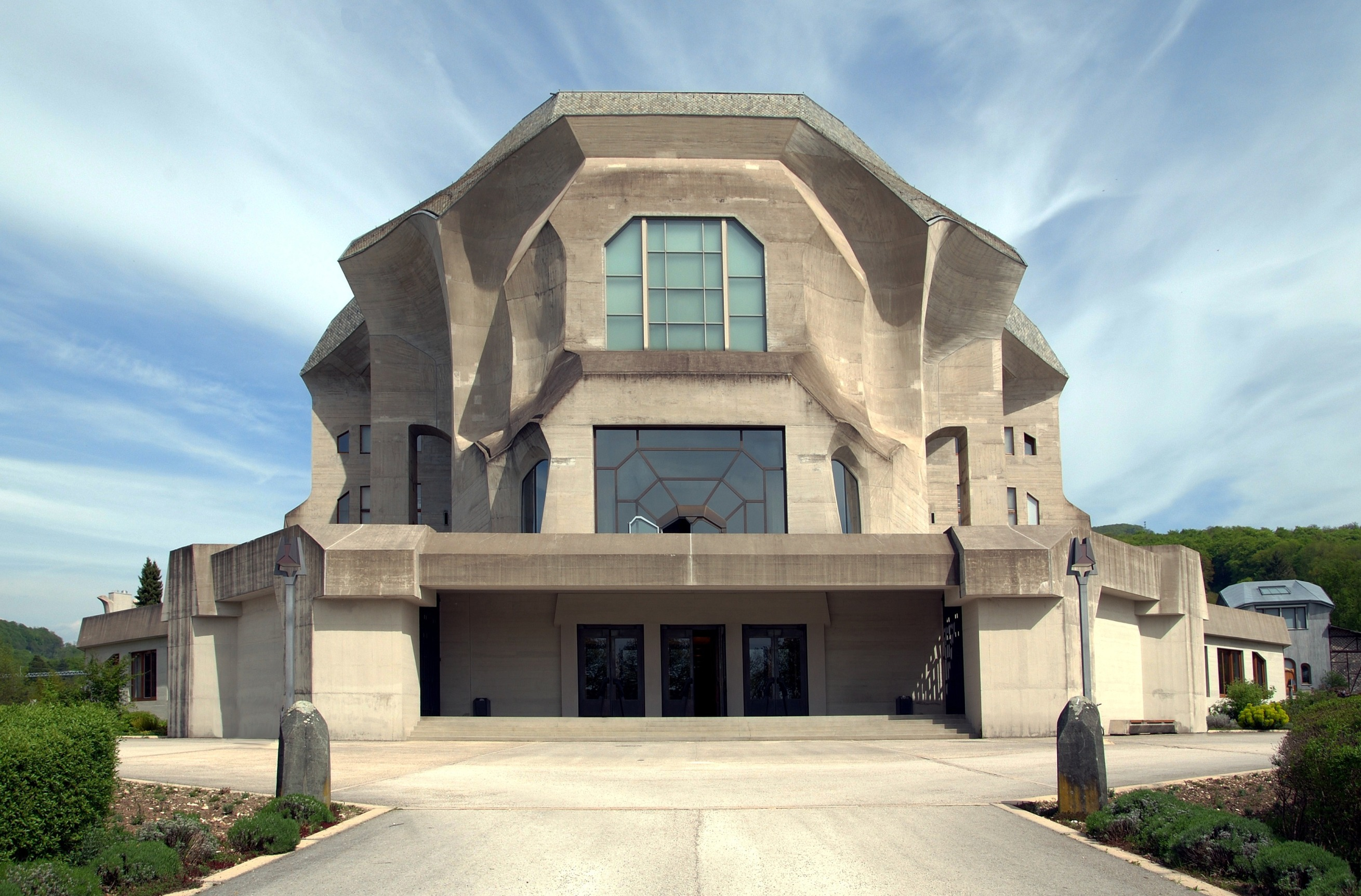
Гетеанум.

Іменем Гете названі:
- Гете-Інститут — німецька громадська організація, метою якої є популяризація німецької мови за кордоном та підтримка міжнародної культурної співпраці різних країн з Німеччиною
- Гетеанум — інтернаціональний антропософський центр в передмісті Базеля, Дорнасі[24]
- Гетит — мінерал класу оксидів та гідроксидів[25]
- 3047 Гете — астероїд головного поясу, відкритий 24 вересня 1960 року[26]
- Гете — гігантський кратер на Меркурії[27]

#### Вулиці
- Вулиця Йоганна Вольфганга Ґете у Києві[28].
- Вулиця Гете у містах Кривий Ріг, Суми, Чернівці.

### Твори
- Йоганн Вольфґанґ Ґете «Чтиво»
- Щаслива подія. (Перше знайомство з Шиллером) (укр. переклад): http://maysterni.com/publication.php?id=50258 [Архівовано 1 грудня 2012 у Wayback Machine.]
- Лист Шиллера до Гете — про його творчу природу (укр. переклад): http://maysterni.com/publication.php?id=50259 [Архівовано 1 грудня 2012 у Wayback Machine.]
- Gedichte von Johann Wolfgang von Goethe (Ausgabe letzter Hand; West-östlicher Divan) [Архівовано 17 травня 2014 у Wayback Machine.] (нім.)
- Werke von Goethe [Архівовано 19 жовтня 2008 у Wayback Machine.] (нім.)
- Твори Гете [Архівовано 17 січня 2012 у Wayback Machine.] (нім.)
- Твори Гете в перекладі Василя Стуса [Архівовано 1 квітня 2016 у Wayback Machine.]
- Твори Гете в перекладі Максима Рильського [Архівовано 1 квітня 2016 у Wayback Machine.]
- Твори Гете в перекладі Михайла Ореста [Архівовано 1 квітня 2016 у Wayback Machine.]
- Твори Гете в перекладі Василя Мисика [Архівовано 18 листопада 2012 у Wayback Machine.]
- Фавст Гете в перекладі Дмитра Загула
- Творчість Йоганна фон Гете онлайн [Архівовано 19 травня 2013 у Wayback Machine.]
- Й.-В. Гете. Природа і мистецтво. Переклад Максима Рильського
- Фавст (вид. 1907). Йоганн Вольфґанґ Ґете (пер. Степан Чернецький)